# Distretti congressuali della Pennsylvania

Distretti congressuali della Pennsylvania

Lo Stato della Pennsylvania è diviso in 17 distretti congressuali, ognuno rappresentato da un delegato alla Camera dei rappresentanti degli Stati Uniti.
I distretti sono attualmente rappresentati al 119º Congresso degli Stati Uniti d'America da 10 repubblicani e 7 democratici.

## Distretti e rispettivi rappresentanti
| Distretto | Rappresentante    | Partito      | CPVI | In carica dal    | Mappa del distretto |
| --------- | ----------------- | ------------ | ---- | ---------------- | ------------------- |
| 1°        | Brian Fitzpatrick | Repubblicano | D+1  | 3 gennaio 2017   |                     |
| 2°        | Brendan Boyle     | Democratico  | D+19 | 3 gennaio 2015   |                     |
| 3°        | Dwight Evans      | Democratico  | D+40 | 14 novembre 2016 |                     |
| 4°        | Madeleine Dean    | Democratico  | D+8  | 3 gennaio 2019   |                     |
| 5°        | Mary Gay Scanlon  | Democratico  | D+15 | 13 novembre 2018 |                     |
| 6°        | Chrissy Houlahan  | Democratico  | D+6  | 3 gennaio 2019   |                     |
| 7°        | Ryan Mackenzie    | Repubblicano | R+1  | 3 gennaio 2025   |                     |
| 8°        | Rob Bresnahan     | Repubblicano | R+4  | 3 gennaio 2025   |                     |
| 9°        | Dan Meuser        | Repubblicano | R+19 | 3 gennaio 2019   |                     |
| 10°       | Scott Perry       | Repubblicano | R+3  | 3 gennaio 2013   |                     |
| 11°       | Lloyd Smucker     | Repubblicano | R+11 | 3 gennaio 2017   |                     |
| 12°       | Summer Lee        | Democratico  | D+10 | 3 gennaio 2023   |                     |
| 13°       | John Joyce        | Repubblicano | R+23 | 3 gennaio 2019   |                     |
| 14°       | Guy Reschenthaler | Repubblicano | R+17 | 3 gennaio 2019   |                     |
| 15°       | Glenn Thompson    | Repubblicano | R+19 | 3 gennaio 2009   |                     |
| 16°       | Mike Kelly        | Repubblicano | R+11 | 3 gennaio 2011   |                     |
| 17°       | Chris Deluzio     | Democratico  | D+3  | 3 gennaio 2023   |                     |

## Cronologia delle configurazioni
Le tabelle riportano le mappe dei confini dei distretti congressuali dello stato della Pennsylvania, presentati in maniera cronologica.
| Anno      | Cartina dello stato |
| --------- | ------------------- |
| 2003-2013 |                     |
| 2013-2023 |                     |
| Dal 2023  |                     |

## Distretti obsoleti
- Distretto congressuale at-large della Pennsylvania
- 18º Distretto congressuale della Pennsylvania
- 19º Distretto congressuale della Pennsylvania
- 20º Distretto congressuale della Pennsylvania
- 21º Distretto congressuale della Pennsylvania
- 22º Distretto congressuale della Pennsylvania
- 23º Distretto congressuale della Pennsylvania
- 24º Distretto congressuale della Pennsylvania
- 25º Distretto congressuale della Pennsylvania
- 26º Distretto congressuale della Pennsylvania
- 27º Distretto congressuale della Pennsylvania
- 28º Distretto congressuale della Pennsylvania
- 29º Distretto congressuale della Pennsylvania
- 30º Distretto congressuale della Pennsylvania
- 31º Distretto congressuale della Pennsylvania
- 32º Distretto congressuale della Pennsylvania
- 33º Distretto congressuale della Pennsylvania
- 34º Distretto congressuale della Pennsylvania
- 35º Distretto congressuale della Pennsylvania
- 36º Distretto congressuale della Pennsylvania